# Station Seer Green and Jordans
Seer Green and Jordans is een spoorwegstation van National Rail in Seer Green, Chiltern in Engeland. Het station is eigendom van Network Rail en wordt beheerd door Chiltern Railways. 